# Sara Pérez Sala
Sara Pérez Sala (* 12. Januar 1988 in Barcelona) ist eine spanische Triathletin, die früher als Schwimmerin aktiv war. Sie ist Olympiastarterin (2004), Vizeweltmeisterin Aquathlon (2021) und Staatsmeisterin auf der Triathlon-Kurzdistanz (2017).

## Werdegang

### Olympische Sommerspiele 2004
2004 startete Sara Pérez Sala bei den Olympischen Sommerspielen in Athen in der Schwimmstaffel und das spanische Team belegte den siebten Rang.
Seit 2013 ist sie als Triathletin aktiv. Im September 2016 wurde sie Dritte bei der nationalen Meisterschaft auf der Triathlon-Kurzdistanz.

### Staatsmeisterin Triathlon-Kurzdistanz 2017
Im September 2017 wurde die damals 29-Jährige in Valencia Elite-Staatsmeisterin auf der olympischen Distanz (1,5 km Schwimmen, 40 km Radfahren und 10 km Laufen).

### Triathlon-Mitteldistanz seit 2021
Im Juni 2021 belegte sie bei der Triathlon-Europameisterschaft in Kitzbühel in der gemischten Staffel mit Tamara Gómez Garrido, Antonio Serrat Seoane und Roberto Sánchez Mantecón den neunten Rang. Sie startete auch bei der Europameisterschaft Aquathlon, konnte das Rennen aber nicht beenden. Im Juni wurde die 33-Jährige auch Fünfte bei der ETU-Europameisterschaft auf der Halbdistanz (1,9 km Schwimmen, 90 km Radfahren und 21 km Laufen) im Rahmen der Challenge Walchsee-Kaiserwinkl.

Im Oktober wurde sie in Spanien Vizeweltmeisterin Aquathlon.
Im April 2022 gewann die 34-Jährige die Challenge Gran Canaria. Im Mai konnte sie im slowenischen Šamorín die Challenge World Championship für sich entscheiden, nachdem sie hier 2021 Vierte war.

## Sportliche Erfolge
| Datum/Jahr      | Rang | Wettbewerb                   | Austragungsort | Zeit     | Bemerkung                                                                                |
| --------------- | ---- | ---------------------------- | -------------- | -------- | ---------------------------------------------------------------------------------------- |
| 2005            | 1    | Mittelmeerspiele 2005        | Almería        |          | Siegerin 200 m Brust                                                                     |
| 21. August 2004 | 7    | Olympische Sommerspiele 2004 | Athen          | 04:06,90 | 4 × 100 m Lagen (in der Staffel mit Nina Schiwanewskaja, María Peláez und Tatiana Rouba) |

| Datum/Jahr    | Rang | Wettbewerb                                                 | Austragungsort | Zeit     | Bemerkung                                                                    |
| ------------- | ---- | ---------------------------------------------------------- | -------------- | -------- | ---------------------------------------------------------------------------- |
| 26. Feb. 2022 | 1    | Volcano Triathlon                                          | Lanzarote      | 02:03:38 | Siegerin neben Gregory Barnaby bei den Männern                               |
| 5. Nov. 2021  | 26   | ITU World Championship Series 2021                         | Abu Dhabi      | 00:58:57 | hinter Flora Duffy                                                           |
| 10. Feb. 2019 | 8    | ITU Triathlon World Cup                                    | Kapstadt       | 00:58:18 |                                                                              |
| 15. Apr. 2018 | 5    | ETU Triathlon European Cup                                 | Melilla        | 01:57:04 |                                                                              |
| 10. Sep. 2017 | 1    | ESP Triathlon National Championships                       | Valencia       | 02:04:26 | Staatsmeisterin beim Triatlón Valencia; neben Francesc Godoy bei den Männern |
| 3. Sep. 2016  | 3    | ESP Triathlon National Championships                       | Banyoles       | 02:02:27 |                                                                              |
| 28. Mai 2016  | 24   | ETU Short Distance Triathlon European Championships        | Lissabon       | 02:12:01 | Europameisterschaft auf der olympischen Kurzdistanz                          |
| 2016          | 2    | ESP Sprint Triathlon National Championships                | Águilas        |          | Zweite hinter Anna Godoy Contreras                                           |
| 29. Aug. 2015 | 18   | ESP Triathlon National Championships                       | Altafulla      | 02:22:53 |                                                                              |
| 7. Sep. 2013  | 2    | ETU Triathlon European Cup and Mediterranean Championships | Altafulla      | 01:08:00 |                                                                              |
| 7. Sep. 2013  | 14   | ESP Triathlon National Championships                       | Los Narejos    | 02:14:57 |                                                                              |

| Datum/Jahr    | Rang | Wettbewerb                                           | Austragungsort | Zeit     | Bemerkung                                                                          |
| ------------- | ---- | ---------------------------------------------------- | -------------- | -------- | ---------------------------------------------------------------------------------- |
| 5. Nov. 2023  | 3    | Ironman 70.3 Los Cabos                               | Los Cabos      | 04:20:55 |                                                                                    |
| 22. Mai 2022  | 1    | Challenge World Championship                         | Šamorín        | 04:08:19 | „The Championship“                                                                 |
| 23. Apr. 2022 | 1    | Challenge Gran Canaria                               | Mogán          | 04:10:38 | [ 5 ]                                                                              |
| 29. Aug. 2021 | 2    | Challenge World Championship                         | Šamorín        | 04:12:15 | Zweite bei „The Championship“ hinter Lucy Hall                                     |
| 21. Juni 2021 | 5    | ETU Middle Distance Triathlon European Championships | Walchsee       | 04:12:28 | ETU-Europameisterschaft auf der Halbdistanz bei der Challenge Walchsee-Kaiserwinkl |
| 12. März 2021 | 4    | Challenge Miami                                      | Miami          |          | erster Start auf der Mitteldistanz                                                 |

| Datum/Jahr    | Rang | Wettbewerb                           | Austragungsort | Zeit     | Bemerkung                     |
| ------------- | ---- | ------------------------------------ | -------------- | -------- | ----------------------------- |
| 30. Okt. 2021 | 2    | ITU Aquathlon World Championships    | El Anillo      | 00:32:01 | Vizeweltmeisterin Aquathlon   |
| 24. Juni 2021 | DNF  | ETU Aquathlon European Championships | Walchsee       | –        | Europameisterschaft Aquathlon |

(DNF – Did Not Finish)